# Cerkiew Opieki Matki Boskiej w Komańczy
Cerkiew Opieki Matki Boskiej w Komańczy – cerkiew greckokatolicka w Komańczy, w województwie podkarpackim.
Świątynia została wybudowana w 1988. Jest konstrukcji drewniano-murowanej. Na wcześniej zbudowanej kamiennej podmurówce umieszczona jest wierna kopia drewnianej cerkwi ze wsi Dudyńce koło Sanoka. Jest to pierwsza greckokatolicka cerkiew konsekrowana po 1945 cerkiew w Polsce. Cerkiew mieści się pod numerem 172.

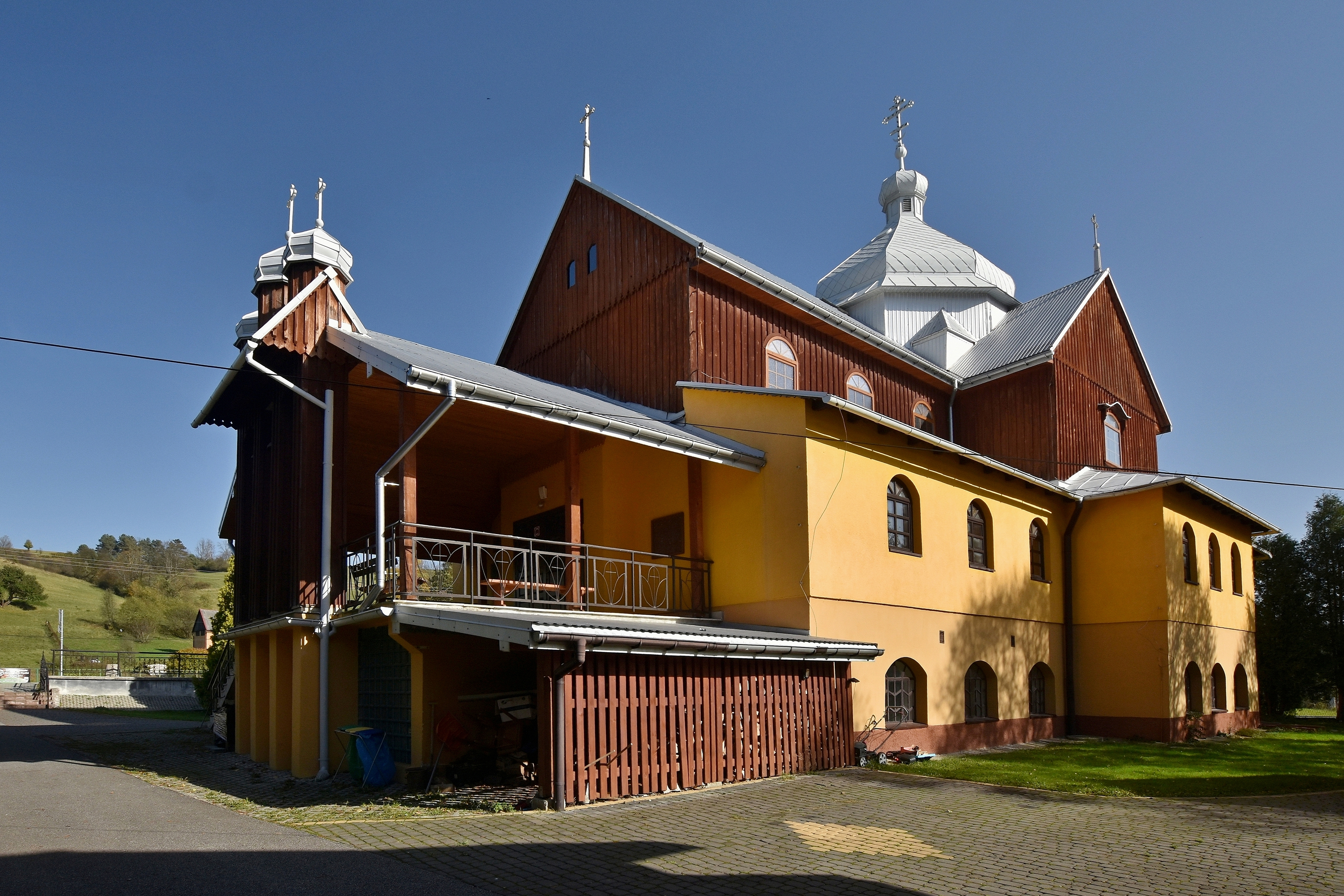
Elewacja frontowa
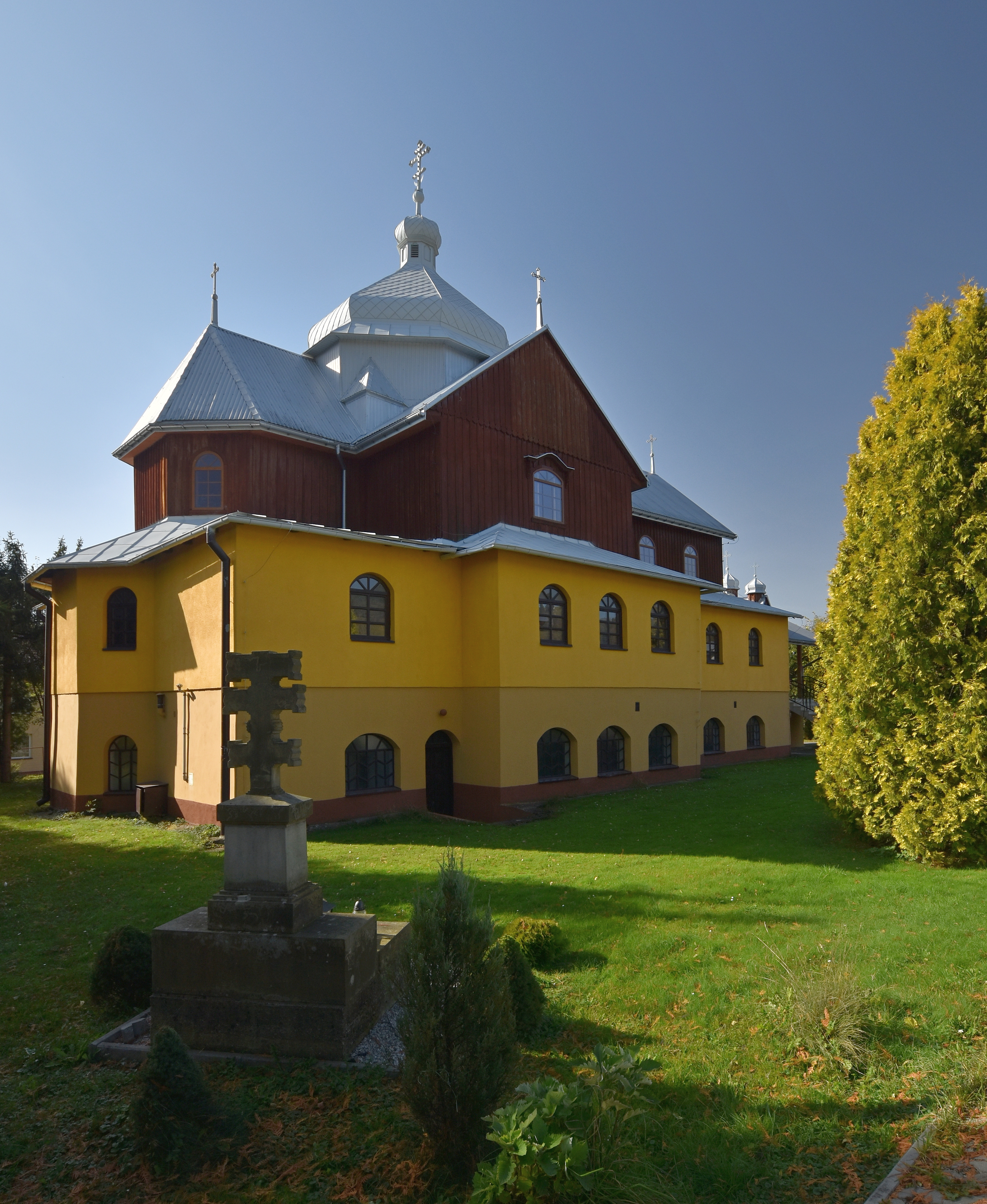
Widok od strony prezbiterium
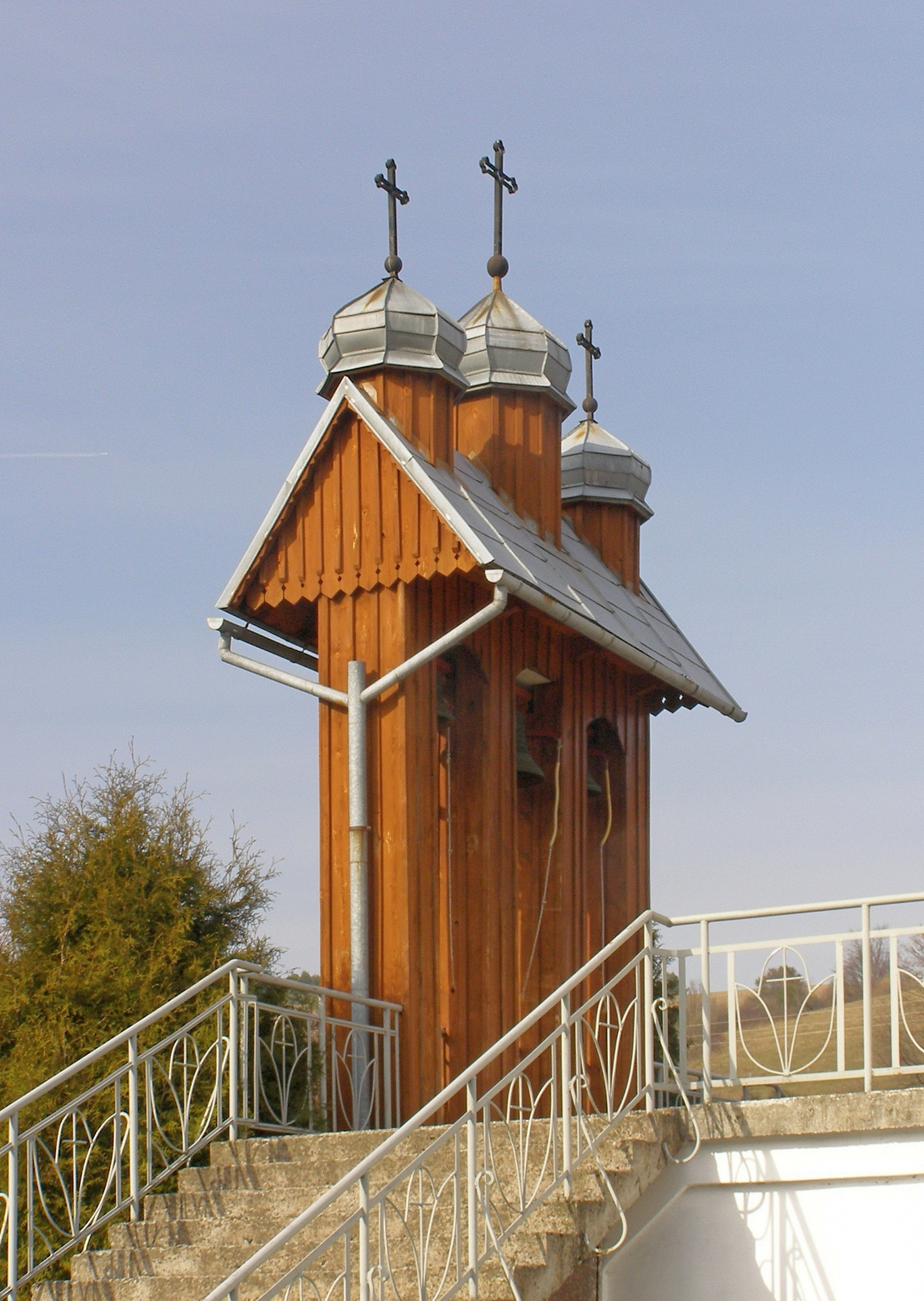
Dzwonnica